# Mato Rico
Mato Rico ist ein brasilianisches Munizip in der Mitte des Bundesstaats Paraná. Es hat 3267 Einwohner, die sich Mato-Riquenser nennen. Seine Fläche beträgt 395 km². Es liegt 726 Meter über dem Meeresspiegel.

## Etymologie
Für die Herkunft des Namens Mato Rico gibt es drei Erklärungsansätze. Der Hauptgrund für den Namen ist das Vorhandensein von großen Gebieten mit natürlichen Kiefern, in denen es eine große Konzentration von Bienen und folglich einen großen Reichtum an Honig und auch an wilden Tiere gab.
Eine andere Meinung behauptet, dass der Name auf eine Felsplatte im Pintado Arraio (etwa 5 km vom Ortskern entfernt) zurückzuführen ist, wo Barren aus gelbem Metall, wahrscheinlich Kupfer, blühen.
Und die dritte Erklärung legt dem Namen das Kassiterit zugrunde, das in dieser Region reichlich vorkommt.

## Geschichte

### Besiedlung
Ab 1940 wurden die Ländereien in der Region der heutigen Gemeinde Mato Rico mit Hilfe von Besitzurkunden besetzt, die von der Regierung des Bundesstaates an Glückssucher erteilt wurden. Diese zogen in der Regel mit dem Ziel in die Region, zu geringen Kosten Land zu erwerben, um Pflanzen für den Lebensunterhalt anzubauen. Die Siedlung wuchs und entwickelte sich ab 1941, als die Dorfbewohner begannen, sich entlang der zum Dorf führenden Straße niederzulassen.
Der erste Einwohner war Salomão Ferreira da Luz, besser bekannt als Salomão Raposo. Er kam am 1. Mai 1944 an. Er entstammte der Familie von António Raposo Tavares, einem Bandeirante aus São Paulo des 17. Jahrhunderts. Er ließ sich mit seiner Familie am rechten Ufer des Rio Mato Rico nieder.
In den ersten Jahren musste man nach Pitanga und Campo Mourão fahren, um Produkte und Vorräte zu kaufen, insbesondere Salz, Brennstoff, Stoffe und Werkzeuge. In dieser Zeit entstand der Kaufladen von Antonio Kramek, der alle Arten von Industriegütern verkaufte und gleichzeitig landwirtschaftliche Produkte, insbesondere Schweine, ankaufte. Diese wurden nach Ponta Grossa transportiert, woher die Industriegüter stammten.
Mit dem Zuzug neuer Familien wuchs die Notwendigkeit, eine Schule für die Kinder einzurichten. Bis danhin war die nächste Schule sieben Kilometer entfernt. Um 1945 schloss sich die Bevölkerung zusammen und begann mit dem Bau des ersten Schulhauses in unmittelbarer Nähe des Dorfes. Der Bau war etwa 30 m² groß. 1966 weihte der Bürgermeister von Pitanga, Reinaldo Petrechem, die erste öffentliche Schule in Mato Rico ein, mit zwei Klassenräumen von je 48 m².
Nachfahren von Polen, Ukrainern, Italienern und Portugiesen sowie indigene Völker und Afro-Nachfahren aus dem Südosten und Nordosten Brasiliens kamen in die Region. Sie errichteten ihre Gebäude entlang der Hauptstraße oder in deren unmittelbarer Nähe. Es gab aber keine Grundstücksabgrenzungen oder Eigentumstitel. Die Bevölkerung wusste, dass das Land dort für die Ansiedlung der Siedlung reserviert war, und baute nur provisorische Holzhäuser. Erst um 1975 beauftragte die Gemeinde Pitanga einen Vermessungsingenieur mit der Abgrenzung der Grundstücke und der Ausarbeitung eines Parzellierungsprojekts für die Siedlung. Das Ergebnis dieser Arbeit war die Abgrenzung der Grundstücke entlang der Hauptstraße, die noch heute besteht.
Einige Landbesetzer ließen sich aber nicht in den zugeteilten Grundstücken nieder oder hielten dem Klima, den finanziellen Schwierigkeiten oder den geografischen Gegebenheiten nicht stand. Manche hatten das Land auch nur zu Spekulationszwecken erworben. Viele Familien jedoch sind in der Region durch ihre Nachkommen bis heute geblieben und bringen sie mit ihrer Arbeit wirtschaftlich voran.

### Erhebung zum Munizip
Mato Rico wurde durch das Staatsgesetz Nr. 9564 vom 31. Januar 1991 aus Pitanga ausgegliedert und in den Rang eines Munizips erhoben. Es wurde am 1. Januar 1993 als Munizip installiert.

## Geografie

### Fläche und Lage
Mato Rico liegt auf dem Terceiro Planalto Paranaense (der Dritten oder Guarapuava-Hochebene von Paraná). Seine Fläche beträgt 395 km². Es liegt auf einer Höhe von 726 Metern.

### Geologie und Böden
Die Böden bestehen aus fruchtbarer Terra-Roxa.

### Vegetation
Das Biom von Mato Rico ist Mata Atlântica.

### Klima
Das Klima ist gemäßigt warm. Es werden hohe Niederschlagsmengen verzeichnet (1816 mm pro Jahr). Die Klimaklassifikation nach Köppen und Geiger lautet Cfa. Im Jahresdurchschnitt liegt die Temperatur bei 19,1 °C.

### Gewässer
Mato Rico liegt zu 88 % im Einzugsgebiet des Rio Piquirí. Dessen linker Nebenfluss Rio Cantu begrenzt das Munizip im Süden. Zu ihm fließen der nordwestliche Grenzfluss Rio Água Doce und mitten durch das Munizipgebiet der Rio Mato Rico.
Die restlichen 12 % des Gebiets werden in Richtung Ivaí entwässert, vor allem über den nördlichen Grenzfluss Rio Palmital. Der Palmital mündet in den Rio Liso, dieser in den Rio Muquilão, dieser wiederum in den Rio Corumbataí, der schließlich dem Ivaí von links zufließt.

### Straßen
Mato Rico ist über die PR-239 mit Pitanga im Osten und Roncador im Westen verbunden.

### Nachbarmunizipien
|          |                                             |         |
| Roncador | Kompassrose, die auf Nachbargemeinden zeigt | Pitanga |
|          | Palmital                                    |         |

## Stadtverwaltung
Bürgermeister: Edelir de Jesus Ribeiro da Silva, Cidadania (2021–2024)
Vizebürgermeisterin: Inez Gonçalves de Abreu, Cidadania (2021–2024)

## Demografie

### Bevölkerungsentwicklung
| Jahr | Einwohner | Stadt | Land |
| ---- | --------- | ----- | ---- |
| 2000 | 4.496     | 15 %  | 85 % |
| 2010 | 3.818     | 25 %  | 75 % |
| 2022 | 3.167     |       |      |

Quelle: IBGE, bis 2010: Volkszählungen und Volkszählung 2022

### Ethnische Zusammensetzung
| Gruppe * | 2000    | 2010    | wer sich als …                                                                   |
| --- | ------- | ------- | -------------------------------------------------------------------------------- |
| Weiße | 76,4 %  | 65,1 %  | weiß bezeichnet                                                                  |
| Schwarze | 2,1 %   | 3,3 %   | schwarz bezeichnet                                                               |
| Gelbe | 0,4 %   | 0,7 %   | von fernöstlicher Herkunft wie japanisch, chinesisch, koreanisch etc. bezeichnet |
| Braune | 21,0 %  | 30,9 %  | braun oder als Mischung aus mehreren Gruppen bezeichnet                          |
| Indigene | 0,1 %   | 0,0 %   | Ureinwohner oder Indio bezeichnet                                                |
| ohne Angabe | 0,1 %   | 0,0 %   |                                                                                  |
| Gesamt | 100,0 % | 100,0 % |                                                                                  |
| *) Das IBGE verwendet für Volkszählungen ausschließlich diese fünf Gruppen. Es verzichtet bewusst auf Erläuterungen. Die Zugehörigkeit wird vom Einwohner selbst festgelegt. |         |         |                                                                                  |

Quelle: IBGE (Stand: 1991, 2000 und 2010)